# 6381 Toyama
6381 Toyama è un asteroide della fascia principale. Scoperto nel 1988, presenta un'orbita caratterizzata da un semiasse maggiore pari a 2,2580402 UA e da un'eccentricità di 0,1125036, inclinata di 6,08035° rispetto all'eclittica.
L'asteroide è dedicato al giapponese Miyuki Toyama, astrofilo e divulgatore scientifico.